# Final da Copa Libertadores da América de 2018
A final da Copa Libertadores da América de 2018 foi a 59ª final desta competição, organizada anualmente pela Confederação Sul-Americana de Futebol (CONMEBOL). Foi disputada entre os clubes argentinos do Boca Juniors e do River Plate, marcando a primeira vez que o Superclássico do futebol argentino decidiu uma competição internacional.
Inicialmente, a primeira partida seria realizada em 10 de novembro no Estádio La Bombonera, em Buenos Aires, porém acabou sendo adiada para o dia seguinte por conta do mau tempo. A volta estava agendada para o dia 24 de novembro no Estádio Monumental de Núñez, também em Buenos Aires, mas também acabou adiada após um ataque ao ônibus do Boca Juniors quando a delegação se dirigia para a partida. Em 29 de novembro a CONMEBOL confirmou o jogo para 9 de dezembro no Estádio Santiago Bernabéu, em Madrid, Espanha, por questões de segurança.
Essa foi a última final disputada no formato de ida e volta, já que desde a edição de 2019 ela é decidida em jogo único em uma sede previamente definida. Foi a primeira final entre equipes da Argentina na história da Copa Libertadores e a terceira entre equipes de um mesmo país, após as finais entre equipes brasileiras nas edições de 2005 (São Paulo–Atlético Paranaense) e 2006 (Internacional–São Paulo).
O vencedor garantiu o direito de participar da Copa do Mundo de Clubes da FIFA de 2018, nos Emirados Árabes Unidos. Além do Mundial de Clubes, o campeão adquiriu o direito de participar da Recopa Sul-Americana de 2019 contra o campeão da Copa Sul-Americana de 2018.

## Antecedentes
Boca Juniors e River Plate decidiram pela primeira vez a Copa Libertadores, mas ambos já foram finalistas do torneio em diversas ocasiões. O Boca já disputou a final em dez edições, se sagrando campeão em 1977, 1978, 2000, 2001, 2003 e 2007. Já o River alcançou a decisão em cinco oportunidades, saindo com o título em 1986, 1996 e 2015.
Devido a suas campanhas na Primeira Divisão de 2016–17, tanto o Boca Juniors quanto o River Plate entraram na Copa Libertadores de 2018 diretamente na fase de grupos. O Boca integrou o grupo H, onde finalizou na segunda colocação atrás do Palmeiras, do Brasil, e a frente do Junior de Barranquilla, da Colômbia, e do Alianza Lima, do Peru, avançando para a fase final. Enfrentou o Libertad, do Paraguai, nas oitavas de final, vencendo tanto no jogo de ida (2–0) quanto na volta (4–2). Nas quartas de final teve como adversário o Cruzeiro, do Brasil, onde venceu na ida por 2–0 e empatou na volta em 1–1, classificando-se com um placar agregado de 3–1. Nas semifinais jogou novamente contra o Palmeiras na competição, onde venceu na Argentina por 2–0 e obteve o empate em 2–2 em São Paulo, classificando-se para a sua décima primeira final de Libertadores, a primeira desde 2012.
Integrando o grupo D, o River Plate avançou para a fase final na liderança com 12 pontos ganhos, superando o Flamengo, do Brasil, o Santa Fe, da Colômbia, e o Emelec, do Equador. Nas oitavas de final, em confronto argentino, enfrentou o Racing, empatando o primeiro jogo em 0–0, mas vencendo o jogo da volta por 3–0. Nas quartas de final enfrentou outra equipe argentina, o Independiente, onde novamente empatou no jogo de ida por 0–0 e confirmou a classificação na volta com uma vitória por 3–1. Enfrentando o então campeão da Libertadores nas semifinais, foi derrotado no jogo de ida em casa pelo Grêmio por 1–0, mas reverteu o resultado na volta em Porto Alegre por 2–1, classificando-se para a final devido a regra do gol fora de casa.

### Caminhos até a final
| Pos. | Equipe                 | Pts | J | V | E | D | GP | GC | SG  |
| ---- | ---------------------- | --- | - | - | - | - | -- | -- | --- |
| 1    | Palmeiras              | 16  | 6 | 5 | 1 | 0 | 14 | 3  | +11 |
| 2    | Boca Juniors           | 9   | 6 | 2 | 3 | 1 | 8  | 4  | +4  |
| 3    | Junior de Barranquilla | 7   | 6 | 2 | 1 | 3 | 5  | 8  | –3  |
| 4    | Alianza Lima           | 1   | 6 | 0 | 1 | 5 | 1  | 13 | –12 |

| Pos. | lEquipe     | Pts | J | V | E | D | GP | GC | SG |
| ---- | ----------- | --- | - | - | - | - | -- | -- | -- |
| 1    | River Plate | 12  | 6 | 3 | 3 | 0 | 6  | 3  | +3 |
| 2    | Flamengo    | 10  | 6 | 2 | 4 | 0 | 7  | 4  | +3 |
| 3    | Santa Fe    | 7   | 6 | 1 | 4 | 1 | 5  | 3  | +2 |
| 4    | Emelec      | 1   | 6 | 0 | 1 | 5 | 3  | 11 | –8 |

Legenda: (C) casa; (F) fora

## Detalhes

### Jogo de ida
| 11 de novembro[a] | Boca Juniors              | 2 – 2     | River Plate                        | Estádio La Bombonera, Buenos Aires                            |
| 16:00 (UTC−3)     | Ábila 33' · Benedetto 45' | Relatório | Pratto 35' · Izquierdoz 60' (g.c.) | Público: 49 000[carece de fontes?] Árbitro: CHI Roberto Tobar |

| Boca Juniors | River Plate |

| G                          | 12 | Agustín Rossi     |       |     |
| LD                         | 29 | Leonardo Jara     | 37'   | 83' |
| Z                          | 21 | Carlos Izquierdoz |       |     |
| Z                          | 6  | Lisandro Magallán |       |     |
| LE                         | 20 | Lucas Olaza       |       |     |
| M                          | 15 | Nahitan Nández    |       |     |
| M                          | 16 | Wílmar Barrios    |       |     |
| M                          | 8  | Pablo Pérez       |       |     |
| A                          | 22 | Sebastián Villa   | 43'   | 73' |
| A                          | 17 | Ramón Ábila       | 48'   |     |
| A                          | 7  | Cristian Pavón    |       | 27' |
| Substitutos:               |    |                   |       |     |
| G                          | 28 | Carlos Lampe      |       |     |
| Z                          | 2  | Paolo Goltz       |       |     |
| Z                          | 24 | Julio Buffarini   |       | 83' |
| M                          | 5  | Fernando Gago     |       |     |
| A                          | 18 | Darío Benedetto   |       | 27' |
| A                          | 19 | Mauro Zárate      |       |     |
| A                          | 23 | Carlos Tévez      | 90+5' | 73' |
| Treinador:                 |    |                   |       |     |
| Guillermo Barros Schelotto |    |                   |       |     |

| G                | 1  | Franco Armani          |     |     |
| Z                | 2  | Jonatan Maidana        |     |     |
| Z                | 28 | Lucas Martínez Quarta  |     | 58' |
| Z                | 22 | Javier Pinola          |     |     |
| LD               | 29 | Gonzalo Montiel        |     |     |
| LE               | 20 | Milton Casco           | 67' |     |
| M                | 15 | Exequiel Palacios      |     |     |
| M                | 24 | Enzo Pérez             |     | 75' |
| M                | 10 | Gonzalo Martínez       |     | 77' |
| A                | 19 | Rafael Santos Borré    | 75' |     |
| A                | 27 | Lucas Pratto           |     |     |
| Substitutos:     |    |                        |     |     |
| G                | 14 | Germán Lux             |     |     |
| M                | 5  | Bruno Zuculini         |     | 75' |
| M                | 8  | Juan Fernando Quintero |     | 77' |
| M                | 18 | Camilo Mayada          |     |     |
| M                | 26 | Ignacio Fernández      |     | 58' |
| A                | 7  | Rodrigo Mora           |     |     |
| A                | 9  | Julián Álvarez         |     |     |
| Treinador:       |    |                        |     |     |
| Matías Biscay[b] |    |                        |     |     |

| Árbitros assistentes: CHI Christian Schiemann CHI Claudio Ríos Quarto árbitro: PER Diego Haro Árbitro de vídeo: CHI Julio Bascuñán Árbitro assistente de vídeo 1: CHI Piero Maza Árbitro assistente de vídeo 2: CHI Carlos Astroza |

### Jogo de volta
| 9 de dezembro[c] | River Plate                                     | 3 – 1 (pro) | Boca Juniors  | Estádio Santiago Bernabéu, Madrid[c]      |
| 20:30 (UTC+1)    | Pratto 67' · Quintero 108' · G. Martínez 120+1' | Relatório   | Benedetto 43' | Público: 62 282 Árbitro: URU Andrés Cunha |

| River Plate | Boca Juniors |

| G                | 1  | Franco Armani          |      |      |
| LD               | 29 | Gonzalo Montiel        |      | 73'  |
| Z                | 2  | Jonatan Maidana        | 82'  |      |
| Z                | 22 | Javier Pinola          |      |      |
| LE               | 20 | Milton Casco           | 120' |      |
| M                | 24 | Enzo Pérez             |      |      |
| M                | 23 | Leonardo Ponzio        | 27'  | 57'  |
| M                | 26 | Ignacio Fernández      | 80'  | 110' |
| M                | 15 | Exequiel Palacios      |      | 96'  |
| M                | 10 | Gonzalo Martínez       |      |      |
| A                | 27 | Lucas Pratto           |      |      |
| Substitutos:     |    |                        |      |      |
| G                | 14 | Germán Lux             |      |      |
| Z                | 26 | Lucas Martínez Quarta  |      |      |
| M                | 5  | Bruno Zuculini         |      | 110' |
| M                | 8  | Juan Fernando Quintero |      | 57'  |
| M                | 18 | Camilo Mayada          |      | 73'  |
| A                | 7  | Rodrigo Mora           |      |      |
| A                | 9  | Julián Álvarez         |      | 96'  |
| Treinador:       |    |                        |      |      |
| Matías Biscay[b] |    |                        |      |      |

| G                          | 1  | Esteban Andrada   |          |      |
| LD                         | 24 | Julio Buffarini   |          | 110' |
| Z                          | 21 | Carlos Izquierdoz |          |      |
| Z                          | 6  | Lisandro Magallán |          |      |
| LE                         | 20 | Lucas Olaza       |          |      |
| M                          | 15 | Nahitan Nández    |          |      |
| M                          | 16 | Wílmar Barrios    | 86', 91' |      |
| M                          | 8  | Pablo Pérez       | 42'      | 88'  |
| A                          | 22 | Sebastián Villa   |          | 95'  |
| A                          | 18 | Darío Benedetto   |          | 61'  |
| A                          | 7  | Cristian Pavón    |          |      |
| Substitutos:               |    |                   |          |      |
| G                          | 12 | Agustín Rossi     |          |      |
| Z                          | 2  | Paolo Goltz       |          |      |
| Z                          | 29 | Leonardo Jara     |          | 95'  |
| M                          | 5  | Fernando Gago     |          | 88'  |
| A                          | 17 | Ramón Ábila       |          | 61'  |
| A                          | 19 | Mauro Zárate      |          |      |
| A                          | 23 | Carlos Tévez      | 120'     | 110' |
| Treinador:                 |    |                   |          |      |
| Guillermo Barros Schelotto |    |                   |          |      |

| Árbitros assistentes: URU Nicolás Tarán URU Mauricio Espinosa Quarto árbitro: PER Víctor Carrillo Árbitro de vídeo: URU Leodán González Árbitro assistente de vídeo 1: URU Esteban Ostojich Árbitro assistente de vídeo 2: URU Richard Trinidad |